# ای‌ام‌ان۰۸۲
ای‌ام‌ان۰۸۲ (به انگلیسی: AMN082) با فرمول شیمیایی C۲۸H۳۰Cl۲N۲ یک ترکیب شیمیایی با شناسه پاب‌کم ۱۱۶۹۸۳۹۰ است. که جرم مولی آن ۴۶۵٫۴۵۷۲ g/mol می‌باشد. 